# 馮翊護軍
馮翊護軍，十六国时期官名。
前秦苻坚时，设置馮翊護軍，属于司隶校尉。担任的有郑能邈、苟辅。太安元年（385年），後秦沿置馮翊护军。永和二年（417年），东晋灭後秦。昌武元年（418年），夏国沿置馮翊护军，属于豫州。承光二年（426年），馮翊護軍被北魏占领。胜光元年（428年），馮翊護軍被夏国夺回。胜光三年（430年），北魏废除馮翊護軍。